# Maria Barucka
Maria Teresa Barucka (ur. 14 września 1939 w Częstochowie) – polska pedagog i polityk, posłanka na Sejm RP I kadencji.

## Życiorys
Urodzona w rodzinie robotniczej. W 1953 ukończyła Szkołę Podstawową Nr 22 w Częstochowie. Później uczęszczała do Liceum Pedagogicznego dla Wychowawczyń Przedszkoli w Częstochowie, a następnie do Liceum Ogólnokształcącego dla Pracujących, które ukończyła 14 czerwca 1957. Studiowała na Politechnice Częstochowskiej, a potem na Wieczorowym Uniwersytecie Marksizmu-Leninizmu w Częstochowie. 20 czerwca 1970 ukończyła studia pedagogiczne na Wydziale Humanistycznym Uniwersytetu Marii Curie-Skłodowskiej w Lublinie. Pracowała w szkołach częstochowskich (podstawowych i LO), głównie jako nauczycielka. W latach 80. działała w „Solidarności”. Była współzałożycielką Unii Laikatu Katolickiego, pełniła też liczne funkcje społeczne.
W 1991 uzyskała mandat posłanki na Sejm I kadencji. Została wybrana z listy ogólnopolskiej kandydatów w okręgu częstochowskim z ramienia Wyborczej Akcji Katolickiej. Należała do Klubu Parlamentarnego Zjednoczenia Chrześcijańsko-Narodowego. Zasiadała w Komisji Edukacji, Nauki i Postępu Technicznego, a także w dwóch podkomisjach. W 1993 organizowała regionalne struktury Bezpartyjnego Bloku Wspierania Reform, później wycofała się z działalności politycznej.